# Spatalla
Spatalla es un género de árboles perteneciente a la familia Proteaceae. Es endémica de  Sudáfrica. 

## Taxonomía
Spatalla fue descrito por Richard Anthony Salisbury y publicado en Parad. Lond. ad >t. 66<. 1807. La especie tipo es: Spatalla racemosa Druce

## Especies aceptadas
A continuación se brinda un listado de las especies del género Spatalla aceptadas hasta abril de 2012, ordenadas alfabéticamente. Para cada una se indica el nombre binomial seguido del autor, abreviado según las convenciones y usos.
- Spatalla barbigera Salisb. ex Knight
- Spatalla caudata R. Br.
- Spatalla confusa Rourke
- Spatalla curvifolia Salisb. ex Knight
- Spatalla incurva R. Br.
- Spatalla longifolia Salisb. ex Knight
- Spatalla mollis R. Br.
- Spatalla parilis Salisb. ex Knight
- Spatalla propinqua R. Br.
- Spatalla racemosa Druce
- Spatalla salsoloides Rourke
- Spatalla setacea Rourke
- Spatalla thyrsiflora Salisb. ex Knight